# Ṕ
Ṕ (minuskule ṕ) je speciální znak latinky. Nazývá se P s čárkou. Je velice málo používáno, používá se především v málo používaných jazycích washo (asi 10 lidí) a chimani (asi 6000 lidí). Jediný běžně používaný jazyk, kde se Ṕ vyskytuje, je abcházština (asi 112 740 lidí), v jejímž přepisu je jako Ṕ přepisován znak Ҧ, je však používáno velice zřídka. Ve střední polštině bylo používané pro zápisu palatalizovaneho p (/pʲ/).V Unicode má velké písmeno kód U+1E54, malé U+1E55.